# Feldflieger Abteilung

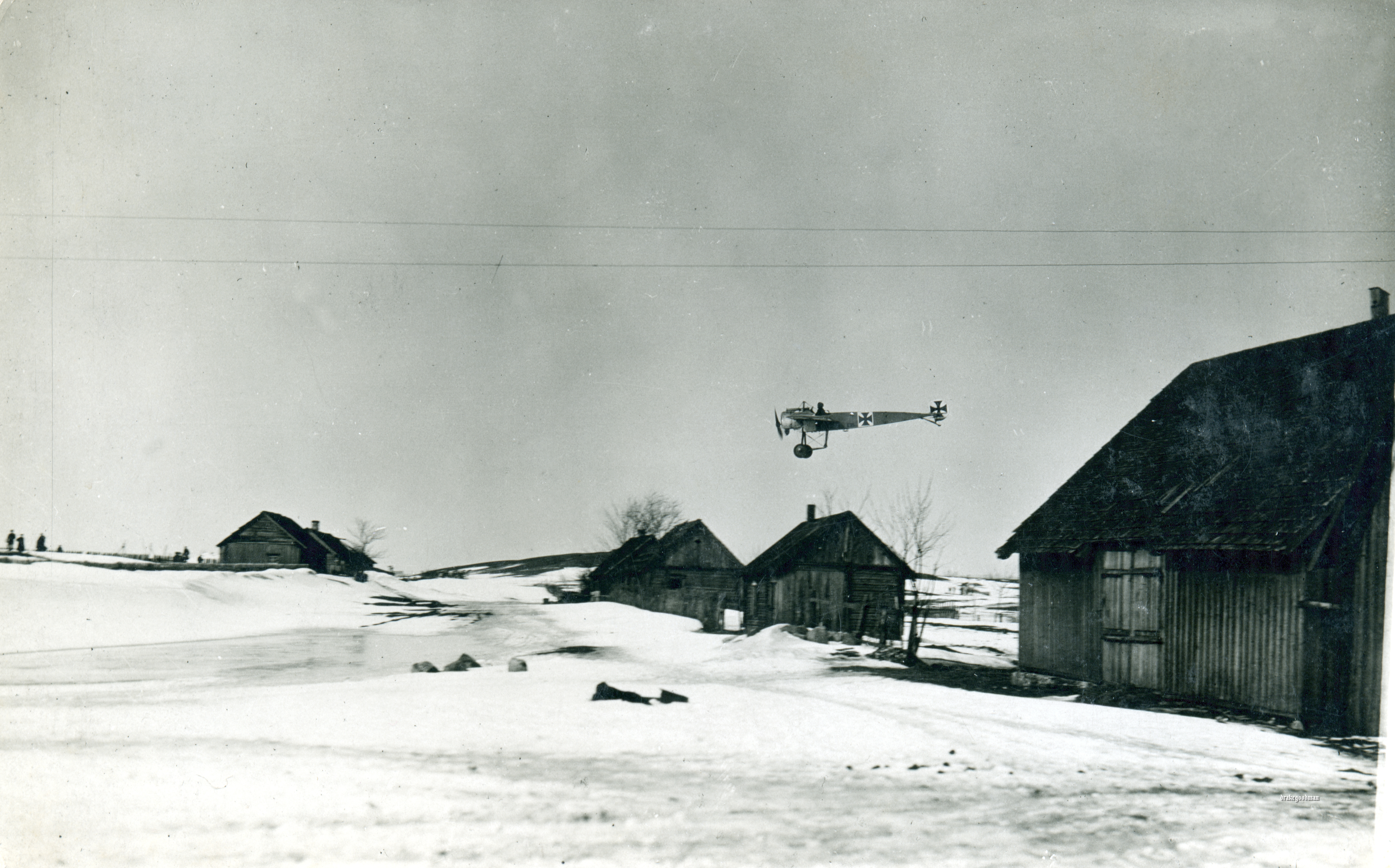
Um Fokker E.II da Feldflieger Abteilung 14 preparando-se para pouso na Frente Oriental.

As Feldflieger Abteilung (FFA; em português Companhias Voadoras de Campo) foram as unidades de campo pioneiras da aviação na Luftstreitkräfte (Serviço Aéreo Alemão) na Primeira Guerra Mundial.

## Composição
O uso de aviões como ferramenta de reconhecimento tático foi estabelecido pelo Exército Imperial Alemão no seu exercício anual em Junho de 1911. O uso anterior estava limitado a fornecer relatórios pós voo. 
No início da Primeira Guerra Mundial, existiam trinta e três unidades, compreendendo uma alocada a cada um dos oito Quartéis Generais do Exército e uma alocada a cada um dos Quarteis Generais das Companhias. Cada unidade, tendo um número de designação, geralmente igual ao da Companhia do Exército à qual estava alocada, estavam equipadas com aviões da "Categoria A" pela Idflieg (monoplano desarmado) ou da "Categoria B" (biplano desarmado) de dois lugares. 
Em Março de 1915, o número de Feldflieger Abteilung havia dobrado e unidades especializadas em missões de caça e bombardeio, conhecidas como Jastas e Kampfgeschwader respectivamente, estavam sendo criadas e desenvolvidas.  

## Lista dasFFAs(principais)
| No. da unidade | Localização                        | Ligação | Pessoal proeminente                                                 |
| -------------- | ---------------------------------- | ------- | ------------------------------------------------------------------- |
| 6b             | Bühl aeroporto, próximo a Saarburg | Baviera | Kurt Wintgens, Friedrich Marnet                                     |
| 9b             |                                    | Baviera |                                                                     |
| 10             | Vrizy                              |         | Max Immelmann                                                       |
| 23             | Roupy                              |         | Hans Joachim Buddecke, Ernst Freiherr von Althaus, Rudolph Berthold |
| 48             | Mülhausen                          |         | Kurt Wintgens                                                       |
| 62             | Douai                              |         | Oswald Boelcke, Max Immelmann, Otto Parschau                        |